# يوريس كولين
يوريس كولين (بالفرنسية: Joris Colinet)‏ (27 سبتمبر 1982 في فرنسا - ) هو لاعب كرة قدم فرنسي في مركز الهجوم. لعب مع نادي أورليانز ونادي روان ونادي كويفيلي وVendée Poiré-sur-Vie Football ‏ وFUSC Bois-Guillaume ‏.

## وصلات خارجية
- يوريس كولين على موقع قاعدة بيانات كرة القدم.إي يو (الإنجليزية)